# Мерцен (Німеччина)
Мерцен (нім. Merzen) — громада в Німеччині, розташована в землі Нижня Саксонія. Входить до складу району Оснабрюк. Складова частина об'єднання громад Ноєнкірхен.
Площа — 52,94 км2. Населення становить 3899 ос. (станом на 31 грудня 2021).